# Holasteron wamuseum
Holasteron wamuseum là một loài nhện trong họ Zodariidae.
Loài này thuộc chi Holasteron. Holasteron wamuseum được Barbara C. Baehr miêu tả năm 2004.